# Trond Kirkvaag
Trond Georg Kirkvaag (21. juni 1946 – 16. november 2007) var en norsk komiker, skuespiller og imitator som lavede en række humorprogrammer i Norsk Rikskringkasting (NRK) gennem over 30 år. Kirkvaag var søn af den tidligere NRK-programleder Rolf Kirkvaag. Trond Kirkvaag var bedst kendt for sit mangeårige samarbejde med Knut Lystad og Lars Mjøen i komikertrioen KLM. En mere kontroversiel side ved Kirkvaag er, at han var medlem af AKP(m-l). Blandt andet var han med til at lave en valgfilm for RV i 1970'erne.

## Karriere
Trond Kirkvaag blev ansat i NRK i 1968, og en af de første gange han viste sig på tv-skærmen var i programmet Smil til det skjulte kamera. En af hans tidlige succeser var Buffalo Bløffs internasjonale vegg-til-vegg-show fra 1973 som han lavede sammen med Jon Skolmen. Programmet vandt Chaplin-prisen på Montreux-festivalen. Tre år senere vandt Kirkvaag og Skolmen både guldrosen, Chaplin-prisen og presseprisen i Montreux for The Nor-way to broadcasting, et humoristisk program om kringkastingens historie i Norge.
Samarbejdet med Lystad og Mjøen startede i 1976 med Nynytt, et satirisk nyhedsprogram som i stor grad var inspireret af britiske humorserier som Monty Python's Flying Circus. I 1978 lavede trioen den første af i alt fire fjernsynsserier om Brødrene Dal, en crazykomisk fortællingsserie for børn og unge. Andre KLM-serier inkluderer MRK Fjærsynet, Skai-TV og Nachspiel. I tillæg har trioen lavet Montreux-bidragene Diplomatix og The Rise and Fall of an Olympic Village og spillefilmen Noe helt annet.
| Citat                                          | Ja, det ser ikkje ut til at vi får kontakt med Calgary, så der har vi nok ei døme på at den finske producaren ikkje heilt kveit kva han driv med på … Kvei… Kveit skal det vel vara … Det er ein feil her … Ikkje kveit står det her ja – ikkje heilt kveit kva han driv med på. | Citat |
| Trond Kirkvaag parodierer Sølve Grotmol (1988) | |       |

I 1996 lavede Kirkvaag sketchprogrammet Trotto Libre sammen med Otto Jespersen, hvor Kirkvaag skabte rollefigurerne Skræmmer'n og Jacob Winche-Lanche. Efter at Kirkvaag og Jespersen afsluttede samarbejdet, var Kirkvaag på skærmen med sit eget talkshow, Showtalk. 
Han skrev kriminalromanen Kongen, som blev udgivet i 1999.
I foråret 2007 blev det bekendtgjort, at Kirkvaag havde kræft.
Trond Kirkvaag lancerede den 1. august 2007 selvbiografien Kom ikke nærmere. Jeg og far, der han blandt andet beskriver, hvordan det var at vokse op i 1950'erne med en NRK-kendis som far. Bogen blev genstand for en del debat, eftersom han beskrev sin far og sin egen opvækst i kritiske vendinger.
Om aftenen den 16. november 2007 døde han af kræft, efter længere tids sygdom.

## Fjernsyn og film

### Kirkvaag som skuespiller
- 1975: KLM klassikere (fjernsynsføljeton)
- 1976: Nynytt (fjernsynsserie)
- 1976: The Nor-way to Broadcasting (fjernsyn)
- 1979: Brødrene Dal og professor Drøvels hemmelighet (fjernsynsføljeton): Brumund Dal + andre skikkelser
- 1979: Press (fjernsynsserie): diverse roller
- 1982: Brødrene Dal og spektralsteinene (fjernsynsføljeton): Brumund Dal + andre skikkelser
- 1983: Fjærsynet (film): forskjellige skikkelser
- 1985: Noe helt annet (film): Buff, vampyren
- 1985: Diplomatix (fjernsyn)
- 1987: Lørdan (fjernsynsserie)
- 1988: Skai TV - imitert fjernsyn (fjernsynsserie)
- 1992: KLMs nachspiel (fjernsynsserie)
- 1993: De blå ulvene (film): Gæst
- 1994: The Rise and Fall of an Olympic Village (fjernsyn)
- 1994: Brødrene Dal og legenden om Atlant-Is (fjernsynsføljeton): Brumund Dal + andre skikkelser
- 1995: KLMs vorspiel (fjernsynsserie)
- 1996: Trotto libre (fjernsynsføljeton)
- 2005: Brødrene Dal og mysteriet med Karl XIIs gamasjer (fjernsynsføljetong): Brumund Dal + andre skikkelser
- 2007: Luftens Helter (fjernsynsserie)

### Som manuskriptforfatter
- 1976: The Nor-way to Broadcasting
- 1979: Brødrene Dal og professor Drøvels hemmelighet
- 1982: Brødrene Dal og spektralsteinene
- 1983: Fjærsynet
- 1985: Noe helt annet
- 1985: Diplomatix
- 1994: Brødrene Dal og legenden om Atlant-Is
- 2005: Brødrene Dal og mysteriet med Karl XIIs gamasjer

### Som instruktør
- 1975: KLM klassikere